# Ruta Provincial 58 (Buenos Aires)
La Ruta Provincial 58 es una carretera parcialmente pavimentada de 127 km de extensión, ubicada en el sudoeste del Gran Buenos Aires, dentro de la provincia de Buenos Aires, Argentina. Diariamente, unos diez mil vehículos recorren su traza.

## Intersecciones y recorrido
Comienza en la intersección entre la Autopista Ezeiza-Cañuelas y la Ruta Provincial 205 en la localidad de El Jagüel. Desde allí hasta la rotonda de la calle El Pampero en el acceso a la ciudad de San Vicente es una avenida interurbana de dos o tres carriles por mano. El resto de la ruta tiene un carril por mano, a excepción de un breve tramo de 2.8 km en San Vicente donde vuelve a ser una carretera de dos calzadas.
En la localidad de Canning nace la Ex Ruta Provincial 52 de tierra, que atraviesa el sur del partido de Ezeiza. Luego atraviesa la Ruta Provincial 16 y finaliza su recorrido pavimentado en la Ruta Provincial 6, al sur de la ciudad de San Vicente. Luego continua como camino de tierra y se encuentra formando parte del límite entre el partido de General Paz y el partido de Brandsen pasando por la localidad de Loma Verde, finalizando definitivamente su traza en el cruce con la Ruta Provincial 11, en las inmediaciones de la desembocadura del Río Salado, ya dentro del partido de Chascomús. 
En agosto de 2015 comenzaron las obras de pavimentación, la ejecución de una segunda calzada de 7 metros de ancho, llevando a la ruta a dos calzadas de circulación con separador central y banquinas  el Gobierno provincial inviertió más de 68 millones de pesos para su ejecución. Los trabajos incluían dos intersecciones, una sobre la Ruta 52 y otra sobre la calle Dupuy, además de las obras hidráulicas necesarias en el tramo y la iluminación y señalización colocación de los refugios peatonales. En junio de 2016 los trabajos y obras en la ruta fueron paralizados. La detención se da dentro de un parate general que afecta a toda la obra pública en la Provincia de Buenos Aires, tanto en materia de nuevas licitaciones y en el avance de las obras ya licitadas y en ejecución
El 22 de diciembre de 2022, luego de varios meses de obra, habilitan la doble mano (2 carriles ascendentes y 2 descendentes) entre la rotonda de acceso a la ex-ruta provincial 52 (Av. Mariano Castex) y la intersección con la extensión de la Autopista Camino del Buen Ayre. También se habilitó un distribuidor en el peligroso cruce con las calles Fortunato Cáceres y El Deslinde, ordenado por semáforos sincronizados. en abril del 2023 se extiende hasta el pampero en San Vicente
El 5 de febrero de 2025 se anunció la finalización de los trabajos de duplicación de calzada y repavimentación en el tramo comprendido entre el Camino Secundario Provincial N° 130-03 (ex-ruta provincial Nº 52) y la Calle El Pampero. Se optimizaron intersecciones y se pavimentarán colectoras, como así también se ejecutaron trabajos de semaforización, obras hidráulicas, construcción de puentes y refugios peatonales, señalización horizontal y vertical e iluminación, entre otras.

## Localidades
- Límite entre los partidos de Ezeiza y Esteban Echeverría (km 0-9): Ezeiza (km 1), El Jagüel (km 1) y Canning (km 4).
- Límite entre los partidos de San Vicente y Presidente Perón (km 9-20): No hay localidades de más de 500 habitantes.
- Partido de San Vicente (km 20-53): San Vicente (km 28).
- Límite entre los partidos de Brandsen y General Paz (km 53-57): No hay localidades de más de 500 habitantes.
- Partido de General Paz (km 57-69): Loma Verde (km 61-63)
- Límite entre los partidos de Brandsen y General Paz (km 69-81): No hay localidades de más de 500 habitantes.
- Partido de Brandsen (km 81-86): No hay localidades de más de 500 habitantes.
- Partido de General Paz (km 86-90): No hay localidades de más de 500 habitantes.
- Partido de Chascomús (km 90-127): Acceso a Gándara (km 97) y Chascomús (km 110-118).

## Nomenclatura municipal
En el trayecto urbano de Ezeiza y Esteban Echeverría la ruta recibe el nombre de Avenida Doctor Mariano Castex. El resto de la ruta no tiene nombre.